# Bosque de Produção Permanente
Floresta de Produção Permanente (do espanhol Bosque de Producción Permanente) é uma área com floresta primária na Amazônia peruana sob responsabilidade do Ministério de Agricultura do governo peruano reservada para a exploração madeireira legalizada à ser feitas por empresa ou particular. Locais autorizados de exploração madeireira são concessões florestais de terras de domínio público na Amazônia liberadas pelo Ministério da Agricultura e também pela Administracion Técnica Forestal y de Fauna Silvestre (ATFFS, Administração Técnica Florestal e de Fauna Silvestre) dos governos departamentais.
A exploração madeireira é importante no desenvolvimento da economia peruana e no desenvolvimento dos empregos. Porém a maior parte desta exploração no país pode ser ilegal, estima-se que até 80% da madeira peruana seja ilícita. De acordo com o Organismo de Supervisión de los Recursos Forestales y de Fauna Silvestre (Osinfor, Agência de Supervisão dos Recursos Florestais e da Fauna Silvestre), entidade que supervisiona a exploração das florestas e da fauna, acredita que a maior parte da extração ilegal ocorra nos departamentos de Loreto, Madre de Dios e, Ucayali.
A Amazônia peruana possui 70 milhões de hectares de selva e, ocupa mais da metade do território do Peru. Devido a riqueza dos recursos naturais, vem sendo alvo de forte degradação, que em 2020, o país andino alcançou os mais altos níveis de desmatamento da história, chegando a 203 272 hectares, mais de 30% que em 2019.

## História
No início da década de 2000, o governo peruano atendendo a pressão do setor madeireiro concedeu mais de sete milhões de hectares de floresta amazônica do país para a exploração madeireira. As concessões de terras de domínio público transformaram aproximadamente 30% da Amazônia peruana em Bosques de Producción Permanente, sendo metade situadas na fronteira Peru-Brasil.
No departamento do Ucayali a madeira é o principal produto explorado, vinculada ao poder político assim domina a economia regional. Além dos bosques de produção, o Peru também separou áreas da Amazônia peruana para a exploração de petróleo/gás. Essas explorações frenéticas legalizadas são exemplos de projetos governamentais contra os direitos indígenas e, criam conflitos socioambientais na região.